# Mühlviertler Schnellstraße
De Mühlviertler Schnellstraße (S10) is een toekomstige autowegverbinding in Oostenrijk vanaf het einde van de Mühlkreis Autobahn tot aan de Tsjechische grens bij Wullowitz, waarvan in 2015 10,6 kilometer van de geplande 38 km in gebruik waren. De weg moet in de toekomst samen met de Tsjechische snelweg D3 een verbinding vormen tussen de Oostenrijkse stad Linz en de Tsjechische stad Praag.
Autobahnen: A1 · A2 · A3 · A4 · A5 · A6 · A7 · A8 · A9 · A10 · A11 · A12 · A13 · A14 · A21 · A22 · A23 · A24 · A25 · A26
Schnellstraßen: S1 · S2 · S3 · S4 · S5 · S6 · S7 · S8 · S10 · S16 · S18 · S31 · S33 · S34 · S35 · S36 · S37